# Liste des évêques de Kiyinda-Mityana
Liste des évêques de Kiyinda-Mityana
(Dioecesis Kiyindaensis-Mityanaensis)
L'évêché de Kiyinda-Mityana, en Ouganda, est créé le 17 juillet 1981, par détachement de l'archevêché de Kampala.

## Sont évêques
- 17 juillet 1981 - 21 juin 1988 : Emmanuel Wamala
- 21 juin 1988 - 23 octobre 2004 : Joseph Mukwaya (en)
- 23 octobre 2004 - présent :  Joseph Anthony Zziwa (en)

## Sources
- (en) « Diocese of Kiyinda-Mityana », sur catholic-hierarchy.org (consulté le 25 février 2025)